# Reckhammer

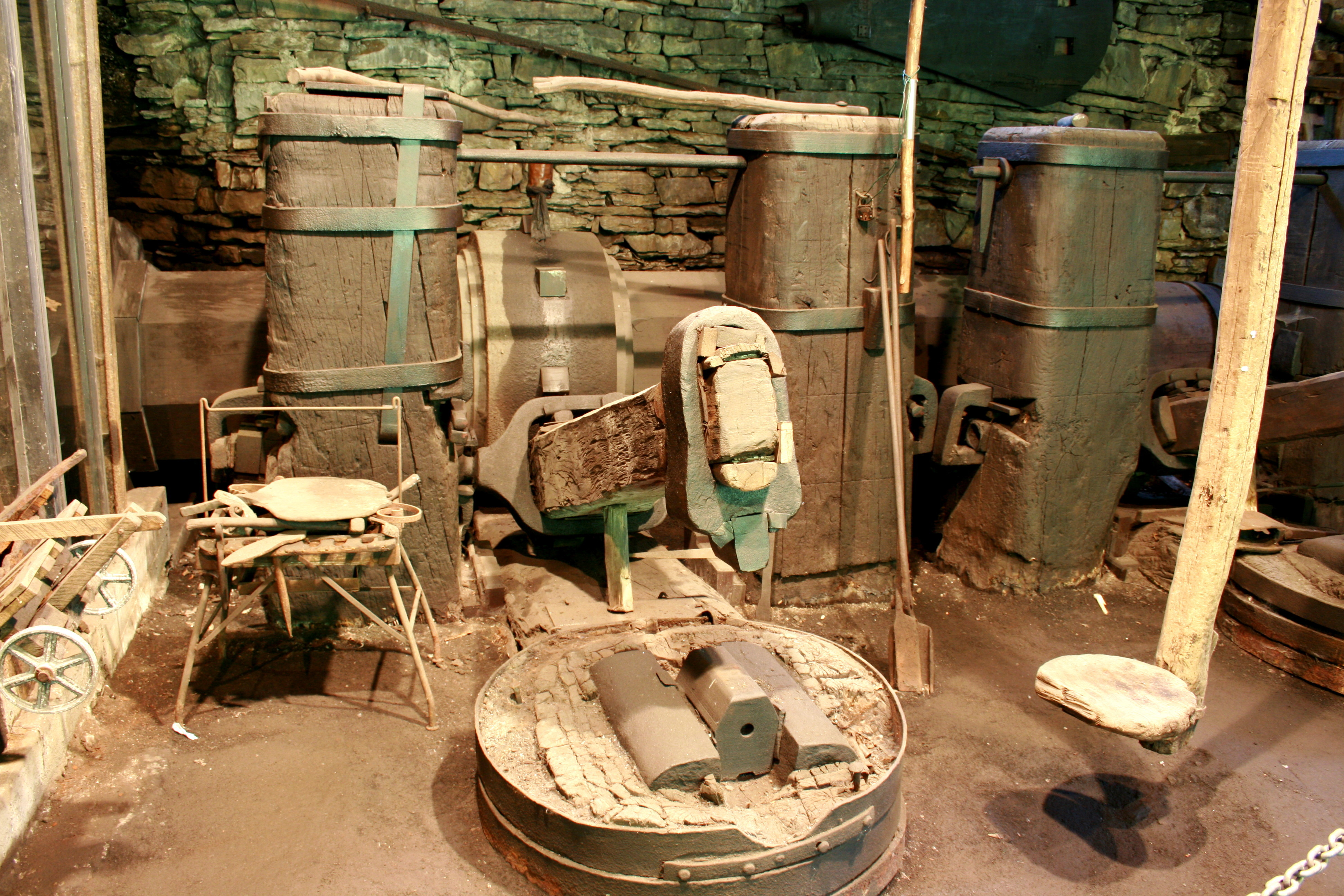
Reckhammer (von seiner Bauart eigentlich ein Schwanzhammer) im Bremecker Hammer

Ein Reckhammer (nach der dort durchgeführten Tätigkeit Recken) war seit dem Spätmittelalter bis in die Zeit des Ersten Weltkriegs ein mit Wasserkraft betriebenes Hammerwerk. Als regionale Bezeichnung wurde dieser Name im Westfälischen und besonders im Bergischen Land verwendet, während im übrigen Deutschland und in Österreich die Bezeichnung Zainhammer üblich war. Das fertige Produkt des Reckhammers bezeichnet man als Schmiedeeisen. Es weist eine typische Struktur auf, die man durch Anätzen sichtbar machen kann. Eine spezielle Form der Reckhämmer waren die Raffinierhämmer, die zur Veredelung der Produkte zu Stahl dienten. Reck- und Zainhämmer kamen in der zweiten Hälfte des 16. Jahrhunderts als selbständige Hammerwerke auf, die nicht an die eisenproduzierenden Eisenhämmer gebunden waren.

## Verfahren
In einem Reckhammer wurde aus dem Eisenschwamm hergestelltes Roheisen (historisch als Luppen bezeichnet) durch mechanische Bearbeitung (ausschmieden) von Schlackeresten befreit und der Anteil an Kohlenstoff vermindert. Durch die Bearbeitung entstand fast reines Eisen, dieses wurde zu Stangen (Halbzeugen) geformt und teilweise zur weiteren Bearbeitung an Raffinierhämmer transportiert, um elastischen Stahl herzustellen. Die Schmiede hießen Iserrecker.
Die Raffinierung (Gärbung)  unter den Reckhämmern war auf Grund der damaligen Herstellungsmethode nötig: Flussstähle standen noch nicht zur Verfügung, sondern nur Schweißeisen (von Feuerschweißen), das in kleinen Schachtöfen (Niederschachtofen) – aus der Historie als Rennofen bezeichnet – oder später im Puddelverfahren gewonnen wurde.

## Verbreitung
Besonders verbreitet waren Reckhämmer:
- im Bergischen Land (Cronenberg, Remscheid und Solingen)
- im Enneperaum
- im nordwestlichen Sauerland
- im Erzgebirge
- im Thüringer Wald.

Noch erhaltene Reckhämmer befinden sich im Industriemuseum Freudenthaler Sensenhammer, dem Bremecker Hammer und dem Gründerhammer.